# 菅野剛士
菅野 剛士（すがの つよし、1993年5月6日 - ）は、東京都府中市出身の元プロ野球選手（外野手、内野手）。右投左打。

## 経歴

### プロ入り前
1歳年下の山野辺翔とは実家が近所の幼なじみでよく遊んでいた。府中市立日新小学校時代に武蔵府中リトルリーグで野球を始め、全国大会準優勝を経験。府中市立府中第八中学校時代は武蔵府中シニアに所属し3年春には全国大会ベスト8に進出。当時のチームメイトには、前述の山野辺のほか、茂木栄五郎、横尾俊建らがいる。
東海大相模高校に進学後、1年生秋からレフトのレギュラーを獲得。甲子園には2010年春（1回戦敗退）、2010年夏（準優勝）、2011年春（優勝）の計3回出場した 。チームメイトは1学年上に一二三慎太、大城卓三、同期には田中俊太、渡辺勝がいる。
明治大学に進学後、1年生からベンチ入りし2年の春からはレギュラーを獲得。2年春と4年春に外野手のベストナインに選ばれた他、慶應義塾大学・髙木大成の記録を更新する東京六大学歴代最多の28二塁打を記録した。全国大会には、2年春の全日本大学選手権（ベスト4）、2年、3年秋の神宮大会（いずれも準優勝）と3度出場。ベストナインを2回受賞。 4年次の2015年プロ野球ドラフト会議では指名が有力視されるも、チームメイトの髙山俊（阪神タイガース1位）、坂本誠志郎（阪神2位）。上原健太（北海道日本ハムファイターズ外れ1位）の名が続々呼ばれていく中、菅野はプロ志望届を出した明治大学の選手の中から唯一の指名漏れとなった。
2016年、大学を卒業して社会人野球の日立製作所へ進み、高校時代の同期である田中俊太と再びチームメイトになる。新人ながら4番ライトでレギュラーの座を獲得。同年夏の第87回都市対抗野球大会ではチーム初の決勝進出（準優勝）に貢献し、田中とともに若獅子賞を受賞。社会人ベストナインにも選ばれた。2年目の2017年には、第28回BFAアジア野球選手権の日本代表に選出。全試合で5番打者を務め、打率4割を記録し、チームの優勝に貢献した。
2017年10月26日に行われたプロ野球ドラフト会議にて千葉ロッテマリーンズから4位指名を受け、契約金5000万円、年俸1150万円（推定）で契約した。背番号は31。

### ロッテ時代
2018年、オープン戦から好調だったこともあり、3月30日に行われた東北楽天ゴールデンイーグルスとの開幕戦（ZOZOマリンスタジアム）で「6番・左翼手」として開幕スタメンに抜擢され、4回に則本昂大からプロ初安打を放った。この試合では、同じくルーキーの藤岡裕大も「2番・遊撃手」で開幕スタメンを果たしていて、ルーキー2人がスタメンに入るのは、1997年の小坂誠と清水将海以来、21年ぶりの出来事だった。しかし、打撃不振に陥るなどシーズンを通して一軍と二軍を行き来し、53試合の出場で、打率.176、2本塁打、18打点に留まった。11月24日、290万円増となる推定年俸1440万円で契約を更改した。オフの自主トレでは、打撃強化による一軍定着を誓い、中村晃に弟子入りをした。
2019年は、二軍で打率.424と結果を残し、4月7日に一軍に昇格したが、3試合で11打数無安打4三振と結果を残せず、4月14日に二軍降格。その後一軍に復帰し、6月21日の東京ヤクルトスワローズ戦（明治神宮野球場）で2打席連続本塁打を放つ活躍を見せたが、打率.197と調子が上がらず、7月4日に二軍降格。その後一軍に上がることなくシーズンを終えた。11月26日、現状維持となる推定年俸1440万円で契約を更改した。
2020年は、2月の練習試合では打率.415（41打数17安打）、2本塁打、4打点と結果を残したが、3月のオープン戦、6月の練習試合では当たりが止まり、開幕は二軍で迎えた。しかし、二軍で打率.400（15打数6安打）、3本塁打、7打点と結果を残すと、7月7日に一軍昇格。7月11日の埼玉西武ライオンズ戦（ZOZOマリン）で1号本塁打を放つと、この試合から3試合連続マルチ安打の活躍を見せるなど、7月は打率.300、出塁率.458と結果を残し、左翼手のレギュラーとして出場を重ねた。9月8日の北海道日本ハムファイターズ戦（ZOZOマリン）では、不振の井上晴哉に代わり、春季キャンプから練習していた一塁手として、初めて先発出場した。10月6日には、新型コロナウイルスに感染したことが明らかになり、離脱したが、10月22日に復帰した。最終的に自己最多の81試合に出場。打率.260、2本塁打、20打点の成績を残した。12月11日、1000万円増となる推定年俸2440万円で契約を更改した。
2021年は、3月26日に行われた福岡ソフトバンクホークスとの開幕戦（福岡PayPayドーム）に「2番・一塁手」で出場。しかし、結果が残せず先発出場は16試合のみに終わり、33試合の出場で打率.194、2本塁打と苦しいシーズンとなった。12月9日、300万円減となる推定年俸2140万円で契約を更改した。
2022年は、4月19日と4月20日の西武戦（ベルーナドーム）でチームは2試合連続の1安打完封負けを喫するが、どちらの試合も菅野による1安打で無安打無得点を阻止した。2試合連続で同じ打者が無安打を阻止したのはNPB史上初である。また、8月21日の楽天戦（楽天生命パーク宮城）でも1安打完封負けを喫しているが、その試合の1安打も菅野が打ったヒットである。5月10日の楽天戦（楽天生命パーク）で、右太腿のハムストリングスを痛めた影響もあり、41試合の出場で1本塁打、6打点、打率.209と結果が残せなかった。11月21日、240万円減となる推定年俸1900万円で契約を更改した。
2023年は、7月6日の二軍戦で走塁中に左ハムストリング腱部分を断裂し、7月10日にハムストリング腱切除術を受けた。その影響もあり6試合の出場にとどまった。10月3日に球団から戦力外通告を受けた。12球団合同トライアウトには参加せず、11月27日、育成選手として球団と再契約を結んだ。推定年俸は400万円減となる1500万円となった。
2024年、二軍で41試合に出場して打率.264、1本塁打、6打点の成績を残し、 7月31日に再び支配下契約を締結し、背番号は64となった。しかし、一軍公式戦への出場機会がないまま、10月6日に2年連続となる戦力外通告を受け、12月10日に球団が現役引退と来年からのアマスカウト就任を合わせて発表した。

## 選手としての特徴
バットコントロールに優れ、広角に長打を放つ中距離ヒッター。アマチュア時代から勝負強さに定評があった。

## 人物
巨人の菅野智之とは同じ名字で、東海大相模高校出身と共通点はあるが血縁関係はない。
毎日、朝のテレビ情報番組でやっている占いを見てしまい、「今日のラッキーアイテム」で、自分の持っているものが出ていたりすると「よし」と思うらしい。
ジブリアニメ『崖の上のポニョ』の「ポニョ」に似ているとファンの間で話題になり、ロッテ球団広報からも「菅ニョ」とSNSで紹介されている。また、チーム内での愛称も「ポニョ」と呼ばれている。

## 詳細情報

### 年度別打撃成績
| 年 度     | 球 団     | 試 合 | 打 席 | 打 数 | 得 点 | 安 打 | 二 塁 打 | 三 塁 打 | 本 塁 打 | 塁 打 | 打 点 | 盗 塁 | 盗 塁 死 | 犠 打 | 犠 飛 | 四 球 | 敬 遠 | 死 球 | 三 振 | 併 殺 打 | 打 率 | 出 塁 率 | 長 打 率 | O P S |
| --------- | --------- | ----- | ----- | ----- | ----- | ----- | -------- | -------- | -------- | ----- | ----- | ----- | -------- | ----- | ----- | ----- | ----- | ----- | ----- | -------- | ----- | -------- | -------- | ----- |
| 2018      | ロッテ    | 53    | 161   | 131   | 15    | 23    | 3        | 2        | 2        | 36    | 18    | 1     | 0        | 4     | 1     | 20    | 0     | 5     | 27    | 4        | .176  | .306     | .275     | .581  |
| 2019      | ロッテ    | 28    | 73    | 66    | 7     | 13    | 2        | 0        | 3        | 24    | 7     | 0     | 0        | 0     | 0     | 6     | 0     | 1     | 11    | 0        | .197  | .274     | .364     | .638  |
| 2020      | ロッテ    | 81    | 275   | 223   | 24    | 58    | 10       | 3        | 2        | 80    | 20    | 1     | 3        | 5     | 0     | 45    | 0     | 2     | 55    | 7        | .260  | .389     | .359     | .748  |
| 2021      | ロッテ    | 33    | 75    | 67    | 8     | 13    | 4        | 0        | 2        | 23    | 5     | 1     | 0        | 2     | 0     | 5     | 0     | 1     | 20    | 4        | .194  | .260     | .343     | .604  |
| 2022      | ロッテ    | 41    | 93    | 86    | 6     | 18    | 6        | 0        | 1        | 27    | 6     | 0     | 0        | 0     | 0     | 7     | 0     | 0     | 20    | 1        | .209  | .269     | .314     | .583  |
| 2023      | ロッテ    | 6     | 11    | 10    | 0     | 1     | 0        | 0        | 0        | 1     | 0     | 0     | 0        | 0     | 0     | 1     | 0     | 0     | 2     | 1        | .100  | .182     | .100     | .282  |
| 通算：6年 | 通算：6年 | 242   | 688   | 583   | 60    | 126   | 25       | 5        | 10       | 191   | 56    | 3     | 3        | 11    | 1     | 84    | 0     | 9     | 135   | 16       | .216  | .323     | .328     | .651  |

### 年度別守備成績
| 年 度 | 球 団  | 一塁  | 一塁  | 一塁  | 一塁  | 一塁  | 一塁     | 外野  | 外野  | 外野  | 外野  | 外野  | 外野     |
| 年 度 | 球 団  | 試 合 | 刺 殺 | 捕 殺 | 失 策 | 併 殺 | 守 備 率 | 試 合 | 刺 殺 | 補 殺 | 失 策 | 併 殺 | 守 備 率 |
| ----- | ------ | ----- | ----- | ----- | ----- | ----- | -------- | ----- | ----- | ----- | ----- | ----- | -------- |
| 2018  | ロッテ | -     | -     | -     | -     | -     | -        | 48    | 66    | 3     | 0     | 0     | 1.000    |
| 2019  | ロッテ | -     | -     | -     | -     | -     | -        | 21    | 28    | 0     | 1     | 0     | .966     |
| 2020  | ロッテ | 12    | 83    | 5     | 0     | 4     | 1.000    | 60    | 106   | 1     | 0     | 0     | 1.000    |
| 2021  | ロッテ | 14    | 75    | 9     | 0     | 5     | 1.000    | 12    | 11    | 0     | 1     | 0     | .917     |
| 2022  | ロッテ | 6     | 18    | 2     | 0     | 1     | 1.000    | 18    | 27    | 2     | 0     | 0     | 1.000    |
| 2023  | ロッテ | -     | -     | -     | -     | -     | -        | 3     | 6     | 0     | 1     | 0     | .857     |
| 通算  | 通算   | 32    | 176   | 16    | 0     | 10    | 1.000    | 162   | 244   | 6     | 3     | 0     | .988     |

### 記録
初記録
- 初出場・初先発出場：2018年3月30日、対東北楽天ゴールデンイーグルス1回戦（ZOZOマリンスタジアム）、6番・左翼手で先発出場
- 初打席：同上、2回裏に則本昂大から二ゴロ
- 初安打：同上、4回裏に則本昂大から中前安打[5]
- 初打点：2018年3月31日、対東北楽天ゴールデンイーグルス2回戦（ZOZOマリンスタジアム）、1回裏に美馬学から右越適時三塁打
- 初本塁打：2018年5月3日、対福岡ソフトバンクホークス4回戦（ZOZOマリンスタジアム）、2回裏に石川柊太から左越2ラン

その他の記録
- 2試合連続でチーム唯一の安打を記録：2022年4月19日・20日、対埼玉西武ライオンズ4・5回戦（ベルーナドーム） ※史上初[37]
- 年間3度チーム唯一の安打を記録：上記に加え、同年8月21日、対東北楽天ゴールデンイーグルス20回戦（楽天生命パーク宮城）でも記録 ※史上4人目[38]

### 背番号
- 31（2018年 - 2023年）
- 131（2024年 - 同年7月30日）
- 64（2024年7月31日 - 同年終了）

### 登場曲
- 「Axel F (Radio Mix)」Dream Chaser（2018年）
- 「Everytime We Touch (Hardwell & Maurice West Remix)」Cascada（2018年）
- 「Rolling in the Deep」Adele（2019年）
- 「Everytime We Touch」Cascada（2020年）
- 「Dear Boy」Avicii（2021年 - ）